# تشريع (علوم اجتماعية)
التشريع هي عملية توفير الشرعية.
يشير التشريع في العلوم الاجتماعية إلى العملية التي يصبح من خلالها الفعل أو العملية أو الأيديولوجيا شرعية من خلال ارتباطها بالمعايير والقيم داخل مجتمع معين. إنها عملية صنع شيء مقبول ومعياري لمجموعة أو جمهور.
"السلطة الشرعية" هي الحق في ممارسة السيطرة على الآخرين بموجب سلطة المنصب أو الوضع التنظيمي الأعلى للفرد.